# 2002 AA29

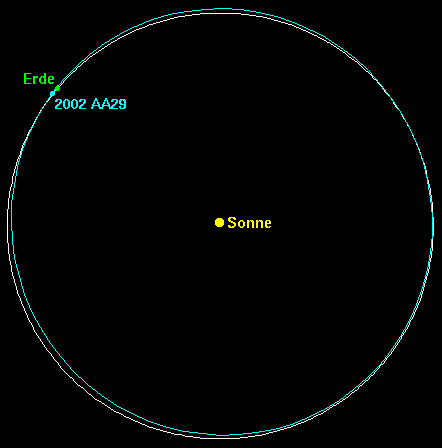
مدار 2002 AA_{29} ومدار الأرض حول الشمس صورة معارة من : Jet Propulsion Laboratory.

نيزك 2002 إيه إيه 29 (بالإنجليزية: 2002 29AA ) أو كويكب 2002 إيه إيه 29 هو كويكب صغير قريب من الأرض اكتشفه «مركز أبحاث لينكولن للكويكبات القريبة من الأرض»
LINEAR في يوم 9 يناير 2002 عن طريق المسح السماوي الآلي. يبلغ قطر هذا النيزك بين 50 إلى 110متر. وهو يدور حول الشمس في مدار مشابه كثيرا لمدار الأرض، ويكاد المدار أن يكون دائريا. يمر معظم مدار النيزك 2002 إيه إيه 29 في داخل مدار الأرض حول الشمس ويتقاطع معه عند أبعد نقطة على مداره عن الشمس. يسمى هذا النوع من المدارات «نوع أتين» Aten-Type .
من الخصائص الأخرى الملفتة للنظر أن دورته حول الشمس تستغرق سنة فلكية. وهذا يعني أنه يتأثر بوجود الأرض على مقربة منه، ذلك لأن وجوده في مثل هذا المدار واستقرار المدار يستلزم توفر عدة شروط خاصة أخرى. يحدث بين مداري الأرض ومدار 2002 إيه إيه 29 ما يسمى «رنين مداري» 1:1 ناشيء عن التآثر بين الأرض والكويكب رغم أن جاذبية الشمس لكل منهما أشد كثيرا عن تآثرهما ببعضهمنا البعض. وكان اكتشاف أول رنين مداري 1:1 في عام 1986 عند اكتشاف الكويكب كرويثن 3753، حيث وجد أن مدار الكويكب يتتبع مدار الأرض.
كما توجد كويكبات أخرى قريبة من الأرض وتعتبر مشتركة معها في مدارها حول الشمس، ويسمى هذا النوع من الكواكب «ترويان» وجمعها trojans، وهذه الكويكبات تشغل نقطتي لاغرانج L4 وL5. تلك النقاط تميز وضعين معينين بالنسبة للشمس والأرض، وهي ظاهرة يمكن ان تحدث لكواكب أخرى. ولكن لا ينتمي كويكب 2002 إيه إيه 29 إلى تلك الفئة. فهو يشغل مدار قريب من الأرض وتبلغ دورته نحو دورة الأرض حول الشمس إلا أن التآثر بينه وبين الأرض يؤدي إلى أننا نراه خلال فترة يقترب منا ثم يبدأ في الابتعاد عنا تحت تحت ثأير الأرض، وبعد فترة طويلة بعد نحو 95 سنة نراه يقترب الأرض من الناحية الأخرى ثم يعود مبتعدا عنا. هذا ما نراه يحدث في مسيرته بسبب وضعه النسبي بالنسبة إلى الأرض وتآثره جاذبيا معها، ويسمى مداره هذا مدار حدوة حصان عبر مدار الأرض وهو يستغرق 95 سنة .

## خصائصه
- الاسم =2002 إيه إيه 29
- نوع المدار=أتين
- متوسط نصف قطر المدار =0,993 وحدة فلكية
- نقطة الحضيض=0,988 وحدة فلكية
- نقطة الأوج =1,012 وحدة فلكية
- انزياح مركزي =0,012
- ميل المدار (بالنسبة لمدار الأرض حول الشمس) =10,739 درجة
- دورته حول الشمس =1 سنة و0 يوم
- سرعته في المدار = 29,784 كيلومتر في الساعة
- قطره =50–110 متر
- كتلته = 230.000 طن
- كثافته =
- دورته حول نفسه = 33 دقيقة
- وضاءته=0,04–0,20
- لمعانه=24,08–25,23 قدر مطلق
- تصنيف الطيف =C حتى نوع S
- المكتشف = LINEAR
- تاريخ اكتشافه =9 يناير 2002

## مـــداره

### بيانات المدار

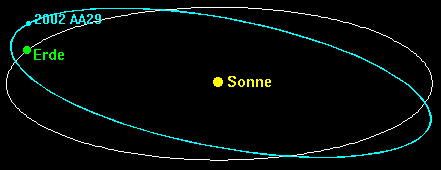
مدار 2002 إيه إيه 29 ومدار الأرض حول الشمس، عند الرؤية من الجانب ; صورة معارة من : JPL

قامت مجموعات من علماء معمل جيث بروبلشن كندا وجامعة كوينز، أونتاريو كندا وجامعة يورك ب تورنتو وجامعة توركو فنلندا بدارسة المدار الغريب الكويكب 2002 إيه إيه 29 الذي قام بقياسه مركز بحوث LINEAR. وقد أيدت قياسات تالية قام بها تلسكوب كندا- فرنسا في هاواي ما توصل إليه العلماء من نتائح :
- يوجد مداره في أغلب الأوقات داخل مدار الأرض حول الشمس. مع أن معظم مدارات الكويكبات توجد في حزام الكويكبات بين المريخ والمشتري أو أبعد من ذلك خارج مجار نبتون، فيما يسمى حزام كويبر.
- بسبب اختلالات تحدثها الكواكب الغازية الكبيرة وعل الاخص المشتري بالإضافة إلى تأثير ياركوفسكي الذي يغير مدار الكويكب بسبب امتصاصه وانبعاث أشعة تحت الحمراء غير متناسق منه، فينحرف في مساره داخلا في عمق المجموعة الشمسية ويتأثر بما فيها من كواكب في الداخل.

بذلك فمن الممكن أن يكون 2002 إيه إيه 29 قد أتى من الجزء الخارجي للمجموعة الشمسية ووقع تحت تأثير الأرض. كما يميل بعض العلماء إلى فكرة أخرى وهي أن الكويكب نشأ بالقرب من الأرض وبقي بالقرب منها. ومن المحتمل أن يكون نتيجة اصتدام كويكب آخر بالأرض أو بالقمر .
- تبلغ دورته حول الشمس سنة فلكية. وهو يتأثر بجاذبية الأرض على الرغم أن التأثير الأكبر واقع عليه من جاذبية الشمس. في مداره هذا تعمل الأرض على انحرافه قليلا بحيث تتساوى دورته حول الشمس بدورة الأرض .

### شكل المدار

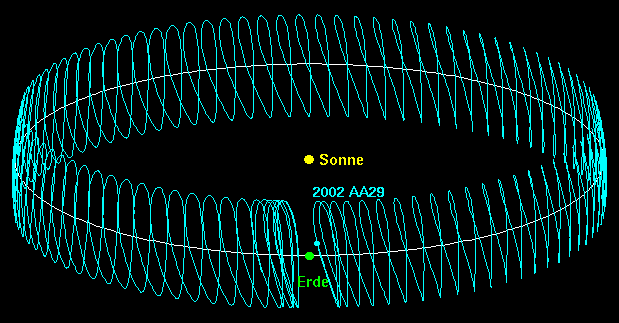
مدار حدوة الحصان للكويكب 2002 إيه إيه 29 عبر مدار الأرض خلال 95 سنة (عند مشاهدته من الأرض).

عند مشاهدة مدار 2002 إيه إيه 29 المطابق تقريبا لمدار الأرض من إطار مرجعي يتحرك مع الأرض حول الشمس، فنجد أن مداره يمر خلال 95 سنة على طول مدار الأرض قوسا يكاد يشكل 350°, ثم يعود في عكس الاتجاه. هذا القوس يشبه حدوة الحصان، ولهذا يسمى مدار حدوة حصان عند مشاهدته من الأرض. وفي حركته على طول مدار الأرض نجده يتحرك بطريقة حلزونية حول مدار الأرض، بحيث أن كل حلقة حلزونية تستغرق سنة واحدة. وتنتج تلك الحركة الحلزونية بسبب انزياحه المركزي (المدار ليس دائريا تماما) ومن جهة أخرى بسبب ميل مستوى مداره عن مستوى مدار الأرض حول الشمس. فعندما يقترب من الأرض في اتجاه حركة الأرض حول الشمس فتجذبه جاذبية الأرض وتزيد من سرعته، وزيادة سرعته هذه تجعله يهبط قليلا أقرب إلى الشمس. فيسبق الأرض إلى أن يكون قد شكل عبر 95 سنة نحو دورة كاملة ويأتيها من الناحية الأخرى. فتؤثر عليه جاذبية الأرض من جديد وتخفض من سرعته مما يجعله يرتفع في مداره مبتعدا قليلا عن الشمس. عندئذ تصبح سرعته أقل من سرعة الأرض، حتى يصل إلى الأرض مرة أخرى بعد 95 سنة .

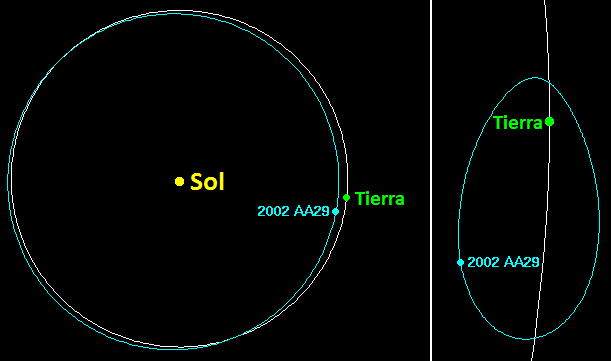
مدار محسوب "لشبه تابع للأرض" كويكب 2002 إيه إيه 29في سنة 2589 من أعلى المدار. إلى اليسار : مداري الكويكب والأرض عند الأخذ في الاعتبار النجوم كإطار مرجعي (أي كمكان ثابت للمشاهدة)، وإلي اليمين : باعتبار اطار المشاهدة الثابت نظام الأرض والشمس. صورة معارة من معمل JPL الأمريكي.

أي أن كويكب 2002 إيه إيه 29 يتسابق مع الأرض في مداره، فمرة يسبقها ومرة أخرى تسبقه الأرض ولكنهما لا يقتربان تماما من بعضهما البعض. في يوم 8 يناير 2003 اقترب الكويكب من الأرض من الأمام حتى أصبح على مسافة 9و5 مليون كيلومتر، وهي أقل مسافة تحدث بينهما خلال كل مئة عام تقريبا. وعند تلك النقطة يسبق الأرض حتى يأتي إليها من خلف .
هذا تأثير ضعيف بحيث لا يخشى من اصتدامه مع الأرض. تبين الحسابات أن الكويكب لن يقترب من الأرض أكثر من 5و4 مليون كيلومتر خلال العدة آلاف سنة القادمة، وهي مسافة تعتبر أبعد 12 مرة عن بعد القمر عنا .

## مكوناته

### لمعانه وحجمه
يعرف القليل عن الكويكب 2002 إيه إيه 29. تقدر مثاييسه بين 50 إلى 110 متر، ولهذا لا يمكن رؤياه من الأرض إلا بواسطة تلسكوب كبير. وكانت شدة لمعانه يوم أن كان أقرب ما يمكن من الأرض في 8 يناير 2008 بمقدار 4و20 قدر ظاهري. ولا يعرف حتى الآن شيئا دقيقا عن مكوناته وتركيبه. فبالنسبة إلى اقترابه من الشمس نسبيا فلا يمكن ان يتكون من مواد طيارة مثل الماء حيث أن تلك المواد تنصهر بسهولة وتتبخر، وهذا مانراه في المدنبات .
ويعتقد العلماء أن الكويكب 2002 إيه إيه 29 مثل معظم الكويكبات يتكون من مادة محتوية على الكربون اذي يكون قاتما اللون أو السيليكات التي تتميز بسطح عاكس للضوء، فإذا كان من الكربون لكانت وضاءته (قدرته على انعكاس الضوء) 05و0 أما إذا كان من السيليكات فيتون وضاءته بين 15و0 إلى 25و0. وبسبب عدم التأكد هذا في تعيين وضاءته فيتعرض تعيين حجمه ربما إلى خطأ كبير. وتبين قياسات التقطت له بالرادار بواسطة «التلسكوب الراديوي أريسيبو» أنه صدى أشعة الرادار المنعكسة منه ضعيفة، مما يعني أن الكويكب 2002 إيه إيه 29 قد يكون أصغر حجما أو أن تكون مادته ضعيفة في عكس أشعة الرادار .
وفي حالة أن كان أصغر حجما فلا بد وأن تكون وضاءته أأكبر.
كل هذا يشير إلى احتمال أن تكون مادته مشابهة لكويكبات نشأت قريبة من الأرض أو أن تكون حطاما نتج عن اصتدام كويكب أو نيزك بالأرض أو بالقمر .

### دورانه حول نفسه
بواسطة القياسات التي أجريت بواسطة التلسكوب الراديوي أريسيبو استطاع العلماء تعيين زمن دورة الكويكي 2002 إيه إيه 29 حول محوره. وبهذه الطريقة المستخدمة في القياسات الفلكية بالرادار تستخدم أشعة راديوية ذات طول موجة محددة، توجه تلك الموجات بواسطة تلسكوب راديوي إلى الكويكب. فتنعكس عليه، وبسبب ما يحدث للأشعة المنعكسة من تأثير دوبلر تنعكس الأشعة المنعكسة من جزء السطح الذي يتحرك في اتجاه المشاهد بطول موجة أقصر من المرسلة، في حين أن جزء سطحه الذي يتحرك بالدوران مبتعدا عن المشاهد، فتطول طول موجة الأشعة الراديوية المنعكسة منه قليلا. والنتيجة هي حصول التلسكوب على موجات رادار منعكسة «سائحة»، أي ذات أطوال موجة مختلفة قليلا. ومن مقدار ذلك السيحان لأطوال الوجات الراديوية المنعكسة من الكويكب وبمعرفة قطره يمكن تعيين زمن دورته في الدوران حول محوره .
وقد عينت دورة الكويكب 2002 إيه إيه 29 بأنها تبلغ على الأكثر 33 دقيقة، وربما يكون دوران الكويكب حول محوره أسرع من ذلك. هذا الدوران السريع بالإضافة إلى قطره الصغير وبالتالي كتلته الصغيرة تشير إلى الاستنباطات التالية :
- تدور الكويكب حول نفسه بسرعة كبيرة بحيث أن تكون القوة المركزية الطاردة على سطحه أكبر من قوة جاذبيته. فتنشأ عليه في هذه الحالة قوى شد تعمل على تفتته لو كان من مواد هشة مفككة - وقد وجدت مثل تلك الحالة في الكويكب 69230 هيرمس. لهذا تشير القياسات أن الكويكب يتكون من صخرة كبيرة متماسكة أو أن جزء منه ملتحم ببعضه البعض. وربما كانت قوة تماسكه أقل من تماسك الصخور الأرضية وأن يكون الكويكب مساميا .[2]
- لا يمكن ان يكون الكويكب 2002 إيه إيه 29 مكونا من مجموعة صخور متجمعة إذ أن سرعة دورانه حول محوره ستعمل على تفرقتها. لهذا تشير القياسات إلى أنه جزء نشأ من اصتدام جرمين سماويين .

## نظرة مستقبلية
نظرا لتماثل فلك الكويكب 2002 إيه إيه 29 بمدار الأرض فتسهل زيارته بمسبار من الأرض. فيشكل الكويكب 2002 إيه إيه 29 مشروعا للدراسة لأبحاث تكوين الكويكبات والمواد المكونة لها وتطور مداراتها حول الشمس مع الزمن. فقد وجد بالقرب من الأرض عدة كويكبات أخرى تتخذ تظهر مدارتها من الأرض في شكل مدار حدوة حصان ومستقرة، مثل نيزك 2003 إبسيلون إن 107. نيزك 2003 إبسيلون إن 107 يدور حول الشمس دورة خلال سنة فلكية مثل الأرض، ولكن مساره يبدو لنا عبر 95 سنة وكما لو كان في مدار حدوة حصان. يبدو هذا التهيوء بسبب قربه من الأرض وتأثير جاذبية الأرض عليه بالإضافة إلى جاذبية الشمس، فالأرض تقوم بتسريعه حينا وحينا آخر تقوم بتهدئة سرعته .
كما يعتقد العلماء في احتمال وجود توابع للأرض والشمس عند نقطتي لاغرانج L4 وL5 من نوع تابع طروادة قد يكون قطر الواحد منها نحو 100 متر. وقد عثر على تابع طروادة للأرض يسمى 2010 تي كيه7. اكتشف هذا التابع خلال عامي 2010/2011 واتضح أنه يوجد حاليا في نقطة لاغراج L4، ويبلغ قطره نحو 300 متر وهو حجم يعتبر كبير بالنسبة إلى تابع للأرض من نوع طروادة.

## اقرأ أيضا
- أجرام قريبة من الأرض
- نيزك جبل كامل (مصــر)
- كويكب إيتوكاوا 25143
- نيزك 2003 إبسيلون إن 107
- مدار حدوة حصان
- 2004 إف يو 162
- 2010 تي كيه7

## وصلات خارجية
- Detaillierter Artikel des Entdeckerteams über den Asteroiden (englisch)
- MPEC 2003-A17
- Earth coorbital asteroid 2002 AA29
- Research paper describing horseshoe orbits. Recommend starting at page 105!
- Orbital data for 2002 AA29 from the MPEC database
- Physical data for 2002 AA29 from the EARN Database
- Asteroid Orbital Elements Database of the مرصد لويل